# Homoneura atriceps
Homoneura atriceps är en tvåvingeart som beskrevs av Malloch 1929. Homoneura atriceps ingår i släktet Homoneura och familjen lövflugor. Inga underarter finns listade i Catalogue of Life.